# Christian Stocker

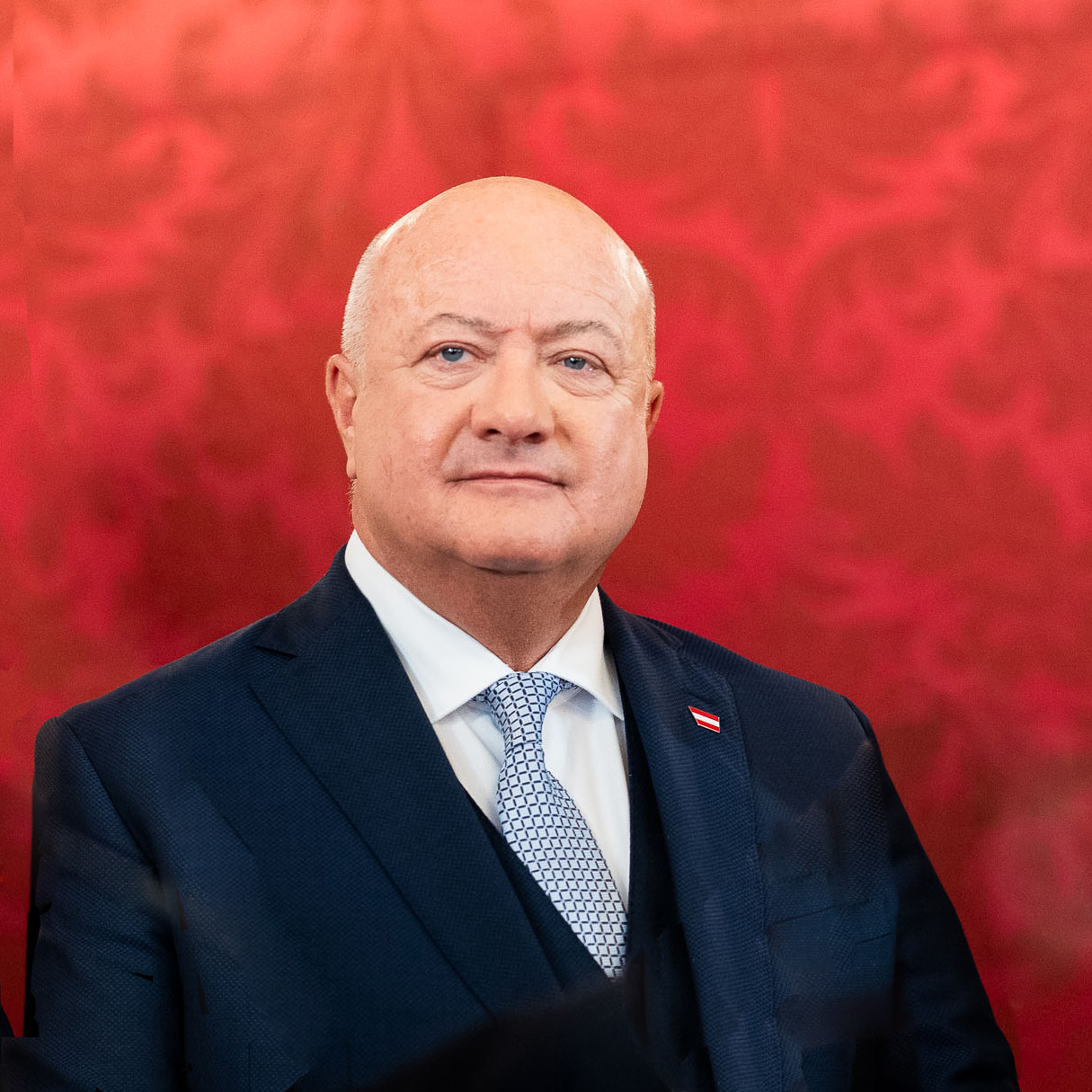
Christian Stocker (2025)

Christian Stocker (* 20. März 1960 in Wiener Neustadt) ist ein österreichischer Politiker der Österreichischen Volkspartei (ÖVP) und seit März 2025 Bundeskanzler der Republik Österreich. Von Juni 2019 bis März 2025 war er Abgeordneter zum Nationalrat und von September 2022 bis Jänner 2025 Generalsekretär seiner Partei. Im Jänner 2025 übernahm er zunächst geschäftsführend die Leitung der ÖVP, Ende März 2025 wurde er regulär zum Bundesparteiobmann gewählt.

## Leben

### Ausbildung und Beruf
Christian Stocker, dessen Vater Franz Stocker ebenfalls ÖVP-Abgeordneter zum Nationalrat war, besuchte die Volksschule und das Bundesrealgymnasium in Wiener Neustadt. Nach der Matura begann er im Jahr 1979 ein Studium der Rechtswissenschaften an der Universität Wien, das er 1986 mit dem Magister abschloss. Im Jahr 1988 promovierte er zum Doktor der Rechtswissenschaften. Nach dem Gerichtsjahr am Bezirks- und Landesgericht Wiener Neustadt ist er seit dem Jahr 1994 selbständiger Rechtsanwalt.

### Kommunalpolitik und Nationalrat
Stocker wurde im Jahr 1990 Mitglied des Gemeinderates in Wiener Neustadt, wo er von 1992 bis 1995 als Klubobmann und von 1995 bis 2000 als Obmann des Kontrollausschusses fungierte. Im Jahr 2000 wurde er ÖVP-Stadtparteiobmann und Zweiter Vizebürgermeister, von 2015 bis 2025 war er Erster Vizebürgermeister. Von 2000 bis 2010 verantwortete er als Stadtrat das Bauwesen, anschließend bis zum Jahr 2015 das Schulwesen. Ab 2015 war er Stadtrat für Finanzen und Bildung, nach der Gemeinderatswahl 2020 wurde er Stadtrat für die Ressorts Finanzen, Liegenschafts- und Immobilienverwaltung.
Im Jahr 2017 kandidierte er bei der Nationalratswahl im Regionalwahlkreis Niederösterreich Süd sowie im Landeswahlkreis Niederösterreich. Am 12. Juni 2019 wurde er in der XXVI. Gesetzgebungsperiode als Abgeordneter zum Nationalrat angelobt. Er rückte für Johann Rädler nach, der auf sein Mandat verzichtete. Im Juni 2021 wurde Stocker als Stadtparteiobmann der Volkspartei Wiener Neustadt wiedergewählt, Stellvertreter wurden Franz Dinhobl und Gerlinde Buchinger. Im Dezember 2021 wurde er Mitglied im ÖVP-Korruptions-Untersuchungsausschuss sowie als Nachfolger von Karl Mahrer Sprecher für Inneres und Sicherheit im ÖVP-Parlamentsklub und im März 2022 Vorsitzender des Innenausschusses.
Im März 2022 wurde er unter ÖVP-Bezirksparteiobmann Christian Stacherl, dem Bürgermeister von Krumbach, zu dessen Stellvertreter als Bezirksparteiobmann gewählt. Im September 2022 wurde er als Nachfolger von Laura Sachslehner zum Generalsekretär seiner Partei bestellt. Für die Nationalratswahl 2024 wurde er ÖVP-Spitzenkandidat im Regionalwahlkreis Niederösterreich Süd und Siebenter auf der ÖVP-Bundesliste. Er holte ein Direktmandat für den Regionalwahlkreis Niederösterreich Süd.

### Parteiobmann und Bundeskanzler
Nach der Nationalratswahl 2024 wurde Stocker Mitglied des ÖVP-Verhandlungsteams zur Bildung einer Regierung mit SPÖ und NEOS. Nach dem Rücktritt von Karl Nehammer aufgrund des Scheiterns der Dreierkoalitions-Verhandlungen zwischen ÖVP, SPÖ und den NEOS wurde er am 5. Jänner 2025 zum Parteiobmann der ÖVP ernannt. Unmittelbar nach seiner Ernennung zum Parteichef nahm die ÖVP unter seiner Führung Verhandlungen mit der FPÖ auf, die als stärkste Partei aus den Nationalratswahlen 2024 hervorgegangen war. Dieser Schritt wurde im europäischen Ausland kritisch beobachtet; so nannte beispielsweise der Vorsitzende der deutschen CDU (einer Schwesterpartei der ÖVP in der Europäischen Volkspartei), Friedrich Merz, diesen Schritt aufgrund der rechtspopulistischen Ausrichtung der FPÖ (siehe dazu auch die Liste rechtsextremer und neonazistischer Vorfälle in der FPÖ) ein „Desaster“. Stocker selbst hatte sich noch bis kurz davor als Parteiobmann medial wiederholt äußerst kritisch über die FPÖ geäußert. Die Verhandlungen mit der FPÖ scheiterten letztlich am 12. Februar 2025. Nach den Gemeinderatswahlen 2025 legte er sein Mandat in Wiener Neustadt zurück und schied aus dem Amt des Vizebürgermeisters aus, blieb aber Stadtparteiobmann. Geschäftsführender Stadtparteiobmann wurde Matthias Zauner.

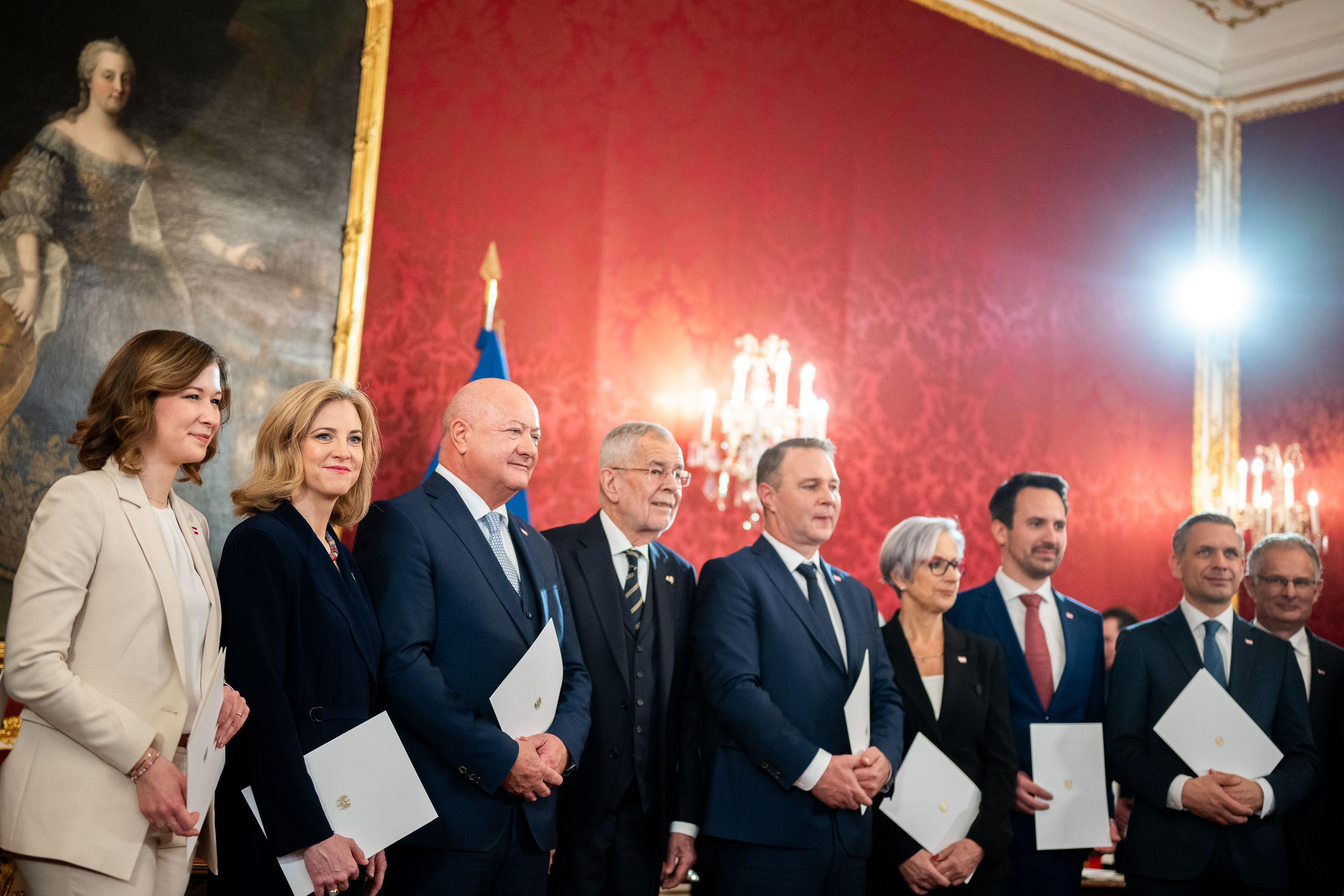
Angelobung der neuen Bundesregierung am 3. März 2025

Aus den erneuten Koalitionsverhandlungen zwischen ÖVP, SPÖ und NEOS ging Stocker als aussichtsreichster Anwärter auf das Amt des österreichischen Bundeskanzlers hervor. Am 3. März 2025 wurde er von Bundespräsident Alexander Van der Bellen als Bundeskanzler der Republik Österreich angelobt. Er führt die Bundesregierung Stocker. Sein Nationalratsmandat ging an Thomas Elian. Am 29. März 2025 wurde er am Bundesparteitag der ÖVP mit 98,4 % der Stimmen zum Bundesparteiobmann (Vorsitzenden) gewählt.

## Privates
Stocker ist Ehrenmitglied der katholischen Studentenverbindung KÖHV Neostadia Wiener Neustadt im ÖCV.
Er ist mit einer Psychologin verheiratet und hat zwei Kinder, einen Sohn und eine Tochter. Seine Hobbys sind Fliegenfischen und Saxophonspielen.